# 惣座峠
惣座峠（そうざとうげ）は、新潟県東蒲原郡阿賀町にある峠。付近を国道49号が経由している。標高は364メートル。峠の両側とも阿賀野川水系である。

## 地理
阿賀町にある、福取岳の南麓と古惣座山の北麓による鞍部を通る峠である。峠の東側には福取集落、西側には八木山集落がある。

## 道路状況
福島県いわき市と新潟県新潟市を結ぶ国道49号が経由している。現在の国道は惣座峠より南を福取トンネルで通過しているが、これは国道指定後の改修時の改良によって完成（1971年）したものであり、惣座峠にはそれ以前に利用されていた旧道が存在している。また、福取集落の近くには一里塚（福取の一里塚）が存在している。磐越自動車道は南側をトンネルで通過するため経由しないほか、JR磐越西線は阿賀野川沿いを経由するために当峠を通過しない。

### 構造物

#### 福取トンネル

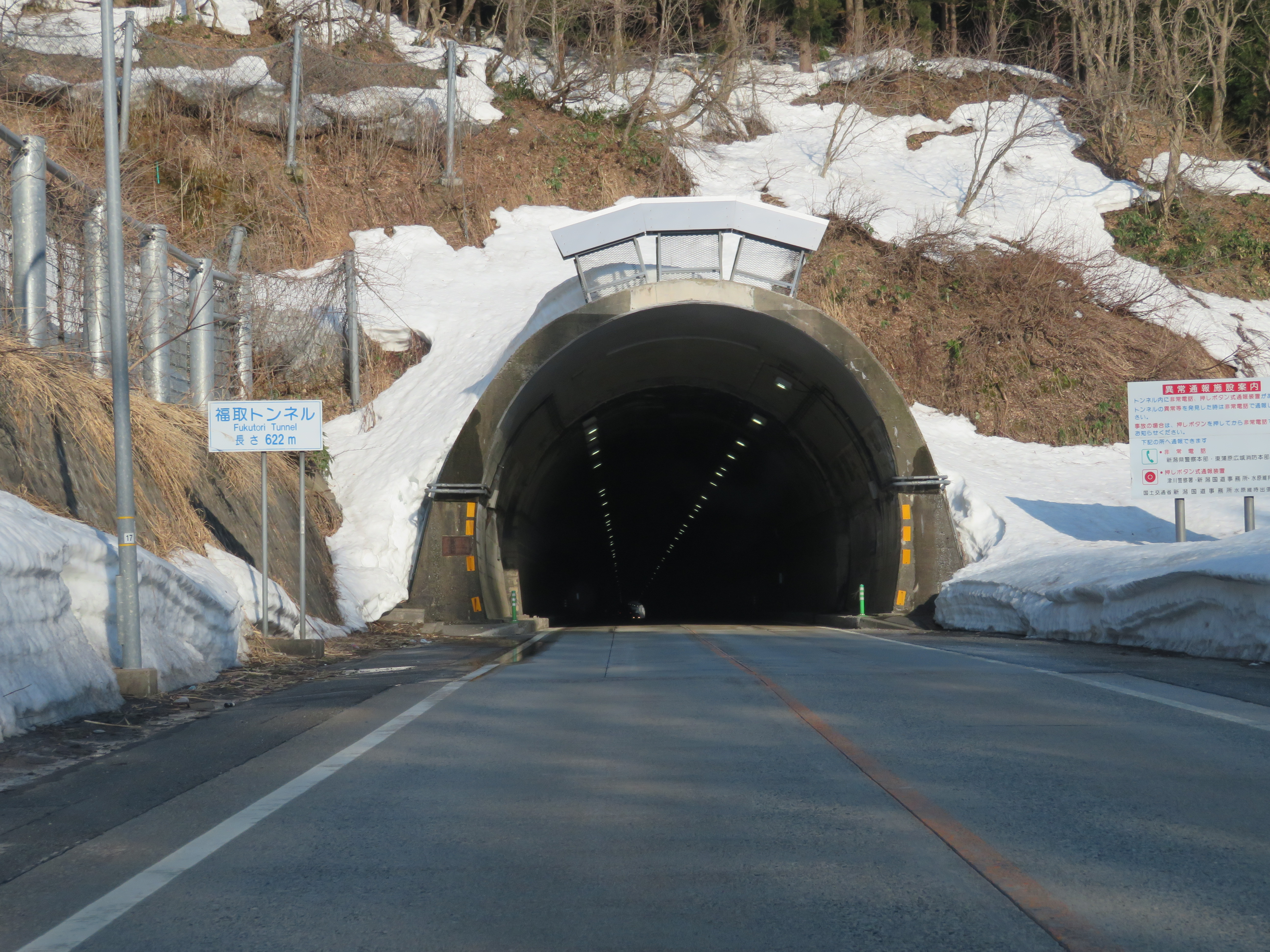
福取トンネル（新潟市方面側坑口付近）

- 開通 : 1971年
- 延長 : 622メートル
- 車線 : 片側1車線（上下線合計2車線）

### 惣座峠旧道
福取トンネル東側から旧道が分岐しており、福取集落を経て、惣座峠に至り、トンネル西側の国道に合流している。また、福取集落側から惣座峠までは舗装がされている。この旧道は現在の国道の北側に存在している。